# Siergiej Chudiakow
Siergiej Aleksandrowicz Chudiakow, ros. Сергей Александрович Худяков, orm. Սերգեյ Ալեքսանդրի Խուդյակով) (nazwisko rodowe – Armenak Artiemowicz Chanferianc (ur. 25 grudnia 1901?/7 stycznia 1902 w Bolszoj Taglar, zm. 18 kwietnia 1950) – radziecki wojskowy narodowości ormiańskiej, marszałek lotnictwa. Ofiara represji stalinowskich.

## Życiorys
Urodził się we wsi Bolszoj Taglar w rejonie hadruckim w Górskim Karabachu.
W grudniu 1917 roku wstąpił do Czerwonej Gwardii, a następnie w 1919 do Armii Czerwonej. Początkowo szeregowy żołnierz, a następnie młodszy dowódca oddziału w Baku. Brał udział w walkach z oddziałami białogwardyjskimi. Kolejno zastępca dowódcy i dowódca konnego oddziału rozpoznawczego 1 pułku kolejowego, następnie 344 pułku strzeleckiego, dowódca plutonu, zastępca dowódcy i dowódca szwadronu kawalerii w pułku kawalerii 20 Dywizji Strzeleckiej.
Po zakończeniu wojny domowej w Rosji pozostał w Armii Czerwonej, gdzie pełni kolejno funkcję: dowódcy plutonu, sotni, zastępcy komendanta i komendanta szkoły pułkowej 10 Pułku Czerwonych Kozaków 11 Dywizji Kawalerii. W 1922 roku ukończył kurs dowódców kawalerii w Tyflisie. Następnie szef sztabu 8, a potem 9 Pułku Czerwonych Kozaków 11 Dywizji Kawalerii.

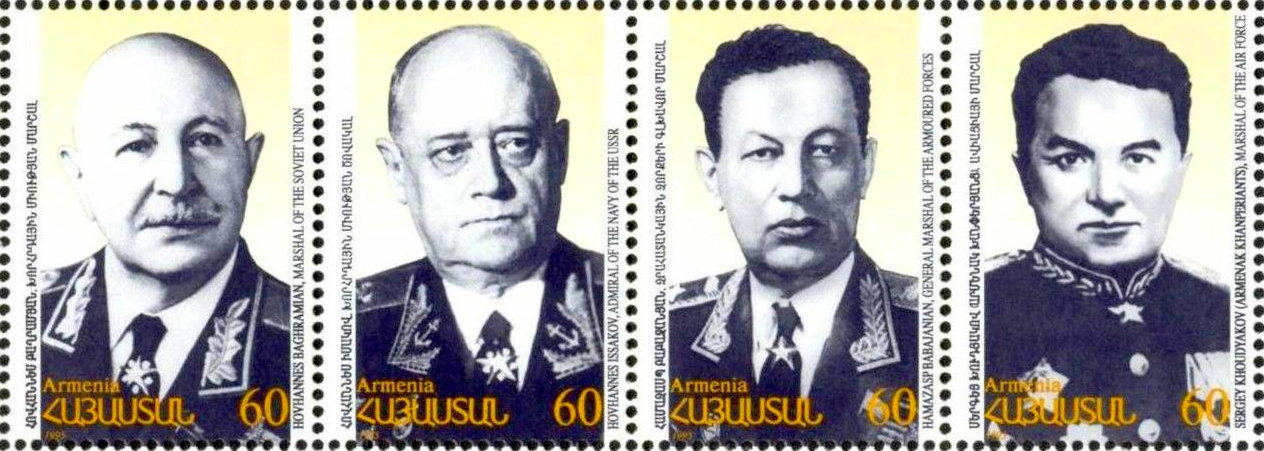
Znaczek pocztowy Armenii, jako czwarty marsz. S. Chudiakow

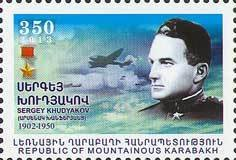
S. Chudiakow na armeńskim znaczku pocztowym

W 1931 roku został skierowany do lotnictwa i rozpoczął naukę w Wojskowej Akademii Lotnictwa im. Żukowskiego, którą ukończył w maju 1936 roku. Po jej ukończeniu został szefem oddziału operacyjnego sztabu 5 Brygady Ciężkiego Lotnictwa Bombowego, a marcu 1937 szefem oddziału I (operacyjnego) sztabu lotnictwa Białoruskiego Okręgu Wojskowego. W czerwcu 1938 roku został szefem tyłów Sił Powietrznych ZSRR, a w lutym 1940 roku szefem sztabu sił powietrznych Zachodniego Okręgu Wojskowego. 
Po ataku Niemiec na ZSRR został szefem sztabu lotnictwa Frontu Zachodniego, a w lutym 1942 roku dowódcą lotnictwa tego frontu. W maju 1942 roku został szefem sztabu Sił Powietrznych Armii Czerwonej, a czerwcu 1942 roku dowódcą 1 Armii Lotniczej wchodzącej w skład Frontu Zachodniego. 
W maju 1943 roku został szefem sztabu i zastępcą dowódcy Sił Powietrznych Armii Czerwonej i funkcje te pełnił do zakończenia wojny w Europie. W 1945 roku uczestniczył w konferencji jałtańskiej jako konsultant w kwestiach związanych z lotnictwem. 
W czerwcu 1945 roku w związku planowanym atakiem na wojska japońskie został dowódcą 12 Armii Lotniczej, którą dowodził w czasie operacji kwantuńskiej w ramach działań Frontu Zabajkalskiego. 
W grudniu 1945 roku został aresztowany przez NKWD pod zarzutem zdrady stanu, a następnie skazany na karę śmierci, zdegradowany i pozbawiony odznaczeń. Został rozstrzelany 18 kwietnia 1950 roku. Miejsce stracenia i pochowania nie jest znane.
W sierpniu 1954 roku wyrokiem Wojskowego Kolegium Sądu Najwyższego ZSRR został zrehabilitowany, a 6 czerwca 1965 dekretem Rady Najwyższej ZSRR przywrócono mu stopień wojskowy marszałka lotnictwa oraz wszystkie nadane mu odznaczenia. 

### Awanse
- generał major (29 października 1941)
- generał porucznik (17 marca 1943)
- generał pułkownik (10 czerwca 1943)
- marszałek lotnictwa (19 sierpnia 1944)

### Odznaczenia
- Order Lenina
- Order Czerwonego Sztandaru (dwukrotnie)
- Order Suworowa I kl.
- Order Suworowa II kl.
- Order Kutuzowa I kl.
- Order Czerwonej Gwiazdy
- Medal jubileuszowy „XX lat Robotniczo-Chłopskiej Armii Czerwonej”